# Ferrières-en-Bray
Ferrières-en-Bray is een gemeente in het Franse departement Seine-Maritime (regio Normandië) en telt 1695 inwoners (2004). De plaats maakt deel uit van het arrondissement Dieppe.

## Geografie
De oppervlakte van Ferrières-en-Bray bedraagt 15,8 km², de bevolkingsdichtheid is 107,3 inwoners per km².
De onderstaande kaart toont de ligging van Ferrières-en-Bray met de belangrijkste infrastructuur en aangrenzende gemeenten.

## Demografie
Onderstaande figuur toont het verloop van het inwonertal (bron: INSEE-tellingen).